# Heike Fink
Heike Fink (* 1968 in Marbach am Neckar) ist eine deutsche Drehbuchautorin und Filmregisseurin.

## Leben
Fink studierte Literatur und Soziologie in Wuppertal und ist Autorin diverser Dokumentar- und Spielfilme. An der Internationalen Filmschule Köln ist Heike Fink als Dozentin für Drehbuch und Dramaturgie tätig. Fink ist verheiratet, hat eine Tochter und lebt in Wuppertal.

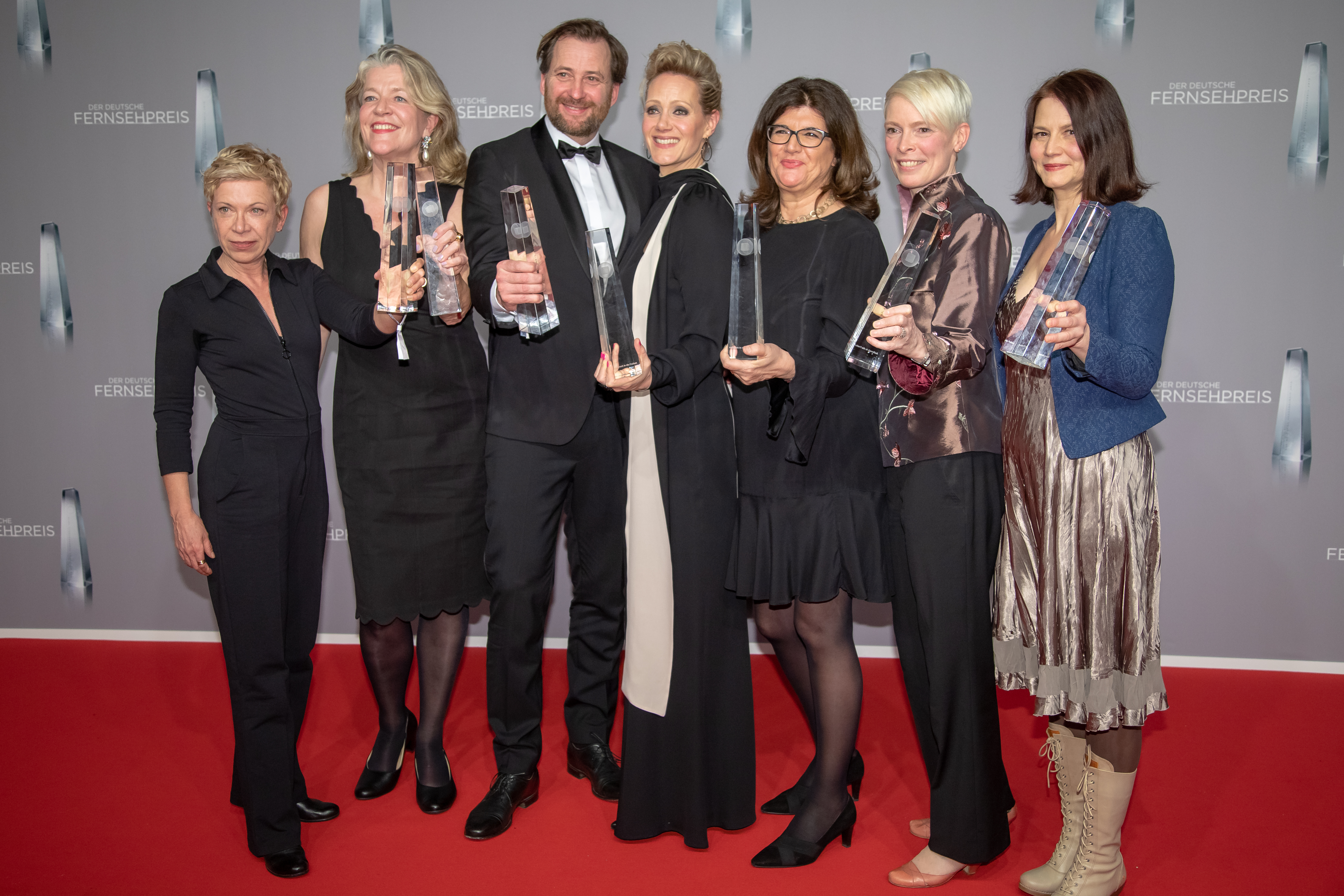
2019, Cast „Aufbruch in die Freiheit“, ganz rechts Heike Fink

Finks Eltern waren Köche, Metzger und Winzer und so absolvierte sie nach dem Abitur ein Redaktionsvolontariat bei einer Fachzeitschrift für Gastronomie. Begann dann 1990 ein Studium der Literatur und Soziologie in Wuppertal.
Im Jahr 2000 begann sie mit dem Drehbuchschreiben. Ein Jahr später wurde das Drehbuch Die Frau, die Freundin und der Vergewaltiger (mit Don Schubert) von RTL produziert. 2001/02 absolvierte sie die Autorenschule Hamburg, 2004/05 war sie Stipendiatin der Drehbuchwerkstatt München. Sie erhielt 2007 den Drehbuchförderpreis Münster. Land für das Projekt Emmas Käsebrot (mit Ruth Olshan) und wurde 2009 für den Deutschen Drehbuchpreis nominiert. 2015 erschien ihr Jugendroman Die Sache mit der Liebe und den Flügeln, basierend auf einem Drehbuch.
Sie absolvierte eine Masterclass Non-Fiction an der Internationalen Filmschule Köln.
Ihr Regiedebüt erfolgte mit dem Dokumentarfilm Eisheimat (2012), der sich mit Frauen beschäftigt, die nach dem Zweiten Weltkrieg als Landarbeiterinnen nach Island auswanderten. Sie schrieb auch das Konzept für den Dokumentarfilm Nice Places to Die (2014) und ihr erstes Sachbuch Mein Jahr mit dem Tod (2018) entstand aus ihrer Auseinandersetzung mit dem Thema Tod.
Als Co-Autorin (mit Ruth Olshan und Andrea Stoll) und Ideen-Geberin des Fernsehfilms Aufbruch in die Freiheit (2018) erhielt sie viele positive Kritiken. Der Film gewann den Deutschen Fernsehpreis, die Goldene Kamera und erhielt eine Grimme-Preis-Nominierung. Sie schrieb auch Drehbücher für die KIKA-DokuFiction-Reihe Triff… über verschiedene historische Persönlichkeiten (2017–2019).
Neben ihrer Arbeit im Film- und Schriftstellergeschäft lehrte sie an verschiedenen Bildungseinrichtungen, darunter die Uni Wuppertal, die Filmacting School Cologne und die Fachhochschule für Medien in Bielefeld.

## Regie und Drehbuch
| Jahr      | Titel                                                      | Arbeit                         |
| 2023      | Olaf Jagger                                                | Regie/Drehbuch                 |
| 2021      | Himbeeren mit Senf                                         | Drehbuch                       |
| 2020      | Die Kirchenrebellinnen – Maria 2.0 kämpft (Dokumentarfilm) | Regie                          |
| 2019      | Triff... Marie Curie (Doku-Reihe)                          | Drehbuch                       |
| 2019      | Triff... Harriet Tubmann (Doku-Reihe)                      | Drehbuch                       |
| 2019      | Triff... Ludwig van Beethoven (Doku-Reihe)                 | Co-Autorin                     |
| 2019      | Triff... Alexander den Großen (Doku-Reihe)                 | Co-Autorin                     |
| 2017      | Triff... Martin Luther (Doku-Reihe)                        | Drehbuch                       |
| 2017/2018 | Aufbruch in die Freiheit                                   | Drehbuch                       |
| 2014      | Nice Places To Die                                         | Drehbuch                       |
| 2011–2014 | Die innere Zone                                            | Drehbuch                       |
| 2011/2012 | Eisheimat                                                  | Regie/Drehbuch                 |
| 2011      | Großmutter (Kurzfilm)                                      | Drehbuch                       |
| 2010      | Zweiakter (Kurzfilm)                                       | Dramaturgin, Script Consultant |
| 2010      | Bellevue                                                   | Drehbuch                       |
| 2005      | Totes Kapital (Kurzfilm)                                   | Drehbuch                       |
| 2000      | Die Frau, die Freundin und der Vergewaltiger               | Drehbuch                       |

## Bücher
- Mein Jahr mit dem Tod, Penguin, 2018[3]
- Die Sache mit der Liebe und den Flügeln (mit Mattea Bernett), Bastei Lübbe (Boje), 2015[4]

## Auszeichnungen
- 2023 Olaf Jagger
  - Förderpreis neues deutsches Kino der Internationalen Hofer Filmtage 2022 (Beste Produktion)[5]
- 2019 Aufbruch in die Freiheit
  - Deutschen Fernsehpreis als Bester Fernsehfilm ausgezeichnet[6]
  - Gewinner Deutsche Akademie für Fernsehen in den Kategorien: Regie[6]
  - Gewinner in der Kategorie „Bester Fernsehfilm“ für die Goldene Kamera[6]
  - Gewinner in der Kategorie „Bester Fernsehfilm“ für den Deutschen Fernsehpreis[6]
  - Drehbuchförderpreis Münster.Land 2007 „Geschichten für die Provinz“[7]
- 2001 The Shoe must go on
  - Sonderpreis der Nord Media beim 8. Int. Filmfest Oldenburg[8]